# Inga dominicensis
Inga dominicensis é uma espécie vegetal da família Fabaceae.
Árvore pequena de até 4 m de altura, de floresta úmida de altitude, entre 700 e 800 metros. Espécie colhida em 1.997 e catalogada no ano seguinte. Há raras informações sobre a Inga dominicensis e devido ao desmatamento, sua área nativa foi reduzida a 40 km ² em Dominica.